# Paul Henreid
Paul Georg Julius Freiherr von Hernried Ritter von Wasel-Waldingau (Trieste, 10 de janeiro de 1908 — Santa Mônica, 29 de março de 1992), mais conhecido como Paul Henreid, foi um ator e cineasta estadunidense nascido em Trieste, no antigo Império Austro-Húngaro.
É conhecido principalmente por seu papel de Jeremiah Durrance, em Now, Voyager (1942), e por Victor Laszlo, de Casablanca, onde integrou o triângulo amoroso composto por Ingrid Bergman e Humphrey Bogart.

## Primeiros tempos
Nascido na cidade italiana de Trieste, então parte do Império Austro-Húngaro, Paul era filho de Maria-Luise (Lendecke) e Baron Carl Alphons, um banqueiro vienense. Estudou teatro em Viena e estreou no palco sob a direção de Max Reinhardt. Começou a carreira cinematográfica atuando em produções alemãs na década de 1930.
Emigrou da Áustria para a Grã-Bretanha em 1935, um ano após a Guerra Civil Austríaca, que redundou na instauração do austrofascismo. Com o início da Segunda Guerra Mundial, Paul correu risco de ser deportado ou preso como inimigo, não fosse a intervenção de Conrad Veidt, graças à qual Paul foi autorizado a ficar na Inglaterra, em liberdade.
Fez um pequeno papel em Goodbye, Mr. Chips e um papel secundário como um major da Alemanha nazista em Night Train to Munich (1940), que o levou a tentar uma carreira em Hollywood. Contratado pela RKO Pictures, em 1942, estrelou Joan of Paris, já creditado com o nome que se tornaria famoso.

## Carreira
Em 1942, Paul Henreid fez seus dois papéis mais importantes. Em Now, Voyager, ele e Bette Davis criaram uma das cenas mais imitadas da tela, em que ele acende dois cigarros e entrega um a ela. O papel seguinte seria como Victor Laszlo, líder heroico antinazista, em Casablanca, de Michael Curtiz, com Humphrey Bogart e Ingrid Bergman. Em 1946, Henreid se tornou cidadão dos Estados Unidos.
Paul participou de vários filmes ao longo da década de 1940, e no início de 1950 começou a dirigir para cinema e televisão. Seus trabalhos no cinema incluem Between Two Worlds (1944), The Spanish Main (1945), Of Human Bondage (1946), Song of Love (1947), Thief of Damascus (1952), Siren of Bagdad (1953) e The Four Horsemen of the Apocalypse (1962).
Na televisão, dirigiu Alfred Hitchcock Presents, Maverick, Bonanza e The Big Valley. Em 1964, Paul dirigiu Dead Ringer, com Bette Davis e, numa pequena participação, sua filha Monika.

## Vida pessoal, morte e legado

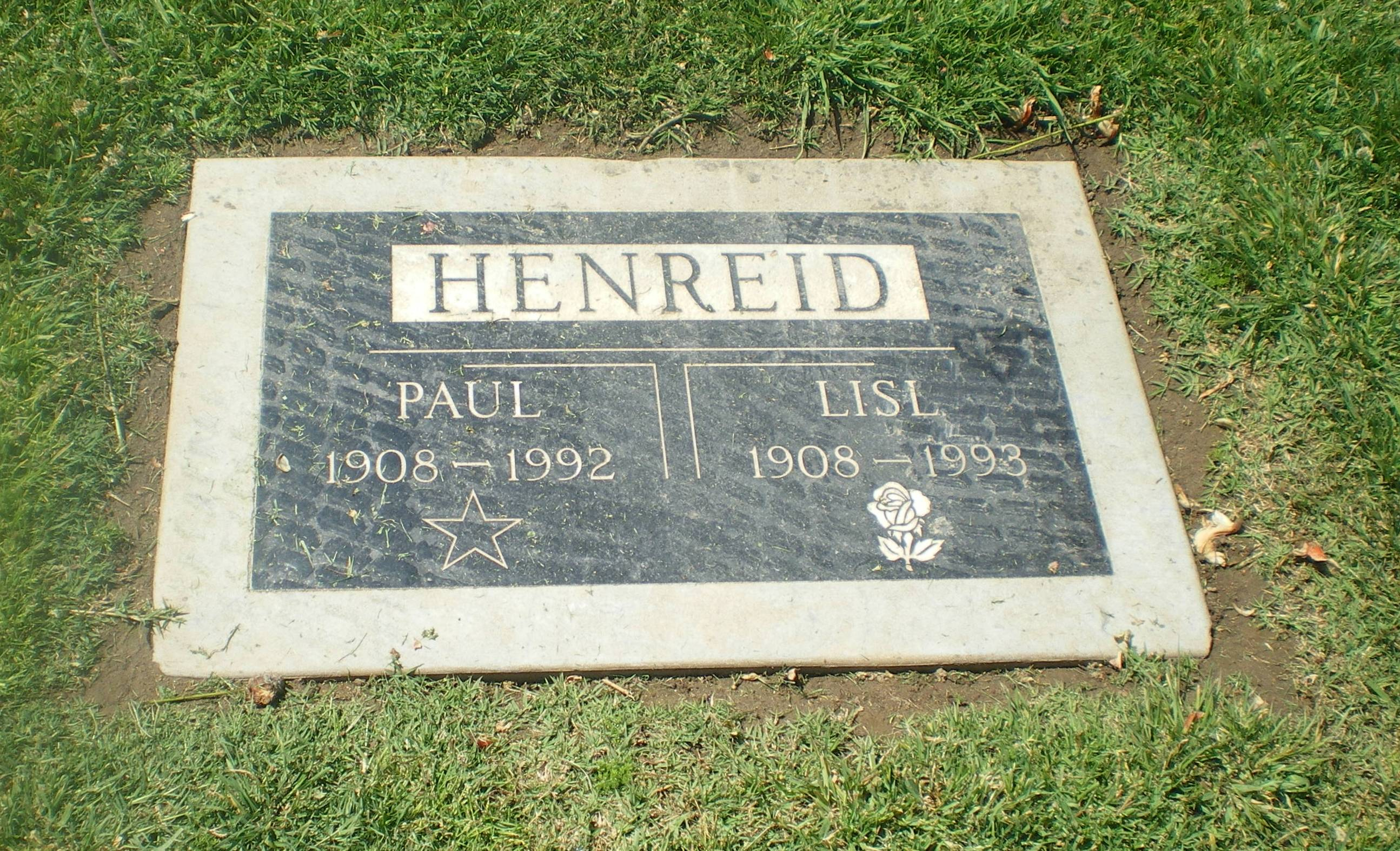
Túmulo de Paul Henreid no cemitério de Santa Mônica.

Paul Henreid casou-se com Elizabeth "Lisl" Gluck (1908–1993) em 1936, e tiveram duas filhas.
Morreu de pneumonia em Santa Mônica e foi enterrado no Woodlawn Memorial Cemetery, naquela cidade.
Paul Henreid tem duas estrelas na Calçada da Fama de Hollywood, por sua obra no cinema e na TV.